# Lufthansa Cargo
Lufthansa Cargo – linie lotnicze cargo, będące filią niemieckich, narodowych linii lotniczych Lufthansa. Główna baza i siedziba znajdują się we Frankfurcie. Oferują międzynarodowe usługi logistyczne, przy pomocy swojej floty, jak również mają dostęp do powierzchni cargo w samolotach pasażerskich Lufthansy, Austrian Airlines i Jade Cargo International.

## Historia

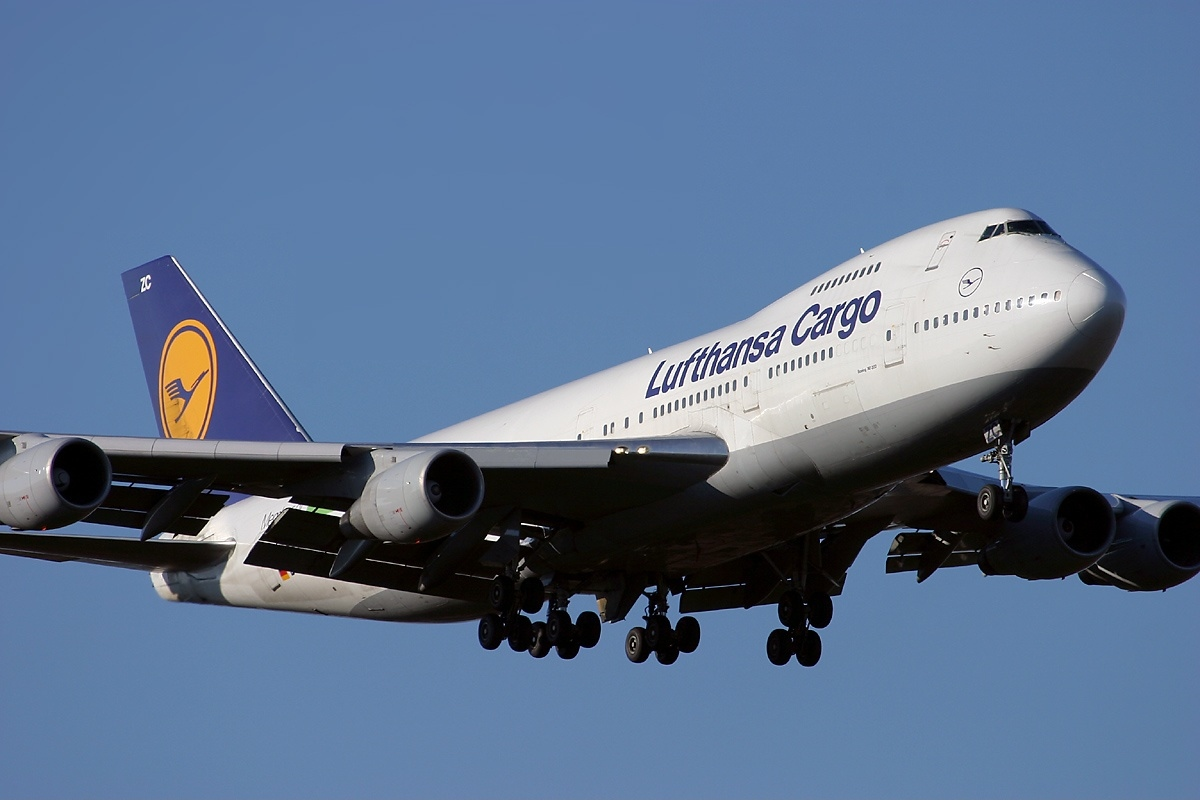
Boeing 747 w starym malowaniu Lufthansy (2003)

Decyzję o utworzeniu oddziału, zajmującego się jedynie transportem towarowym podjęto w 1994. Tym samym linie lotnicze Lufthansa stały się pierwszymi w świecie, które podzieliły usługi pasażerskie i cargo w ten sposób. Oficjalnie loty rozpoczęto w listopadzie 1994 po uprzednim połączeniu spółki z German Cargo Services. Lufthansa Cargo były wiodącymi międzykontynentalnymi liniami lotniczymi cargo, jednak po pewnym czasie dorównały im Korean Air Cargo i Air France-KLM Cargo.

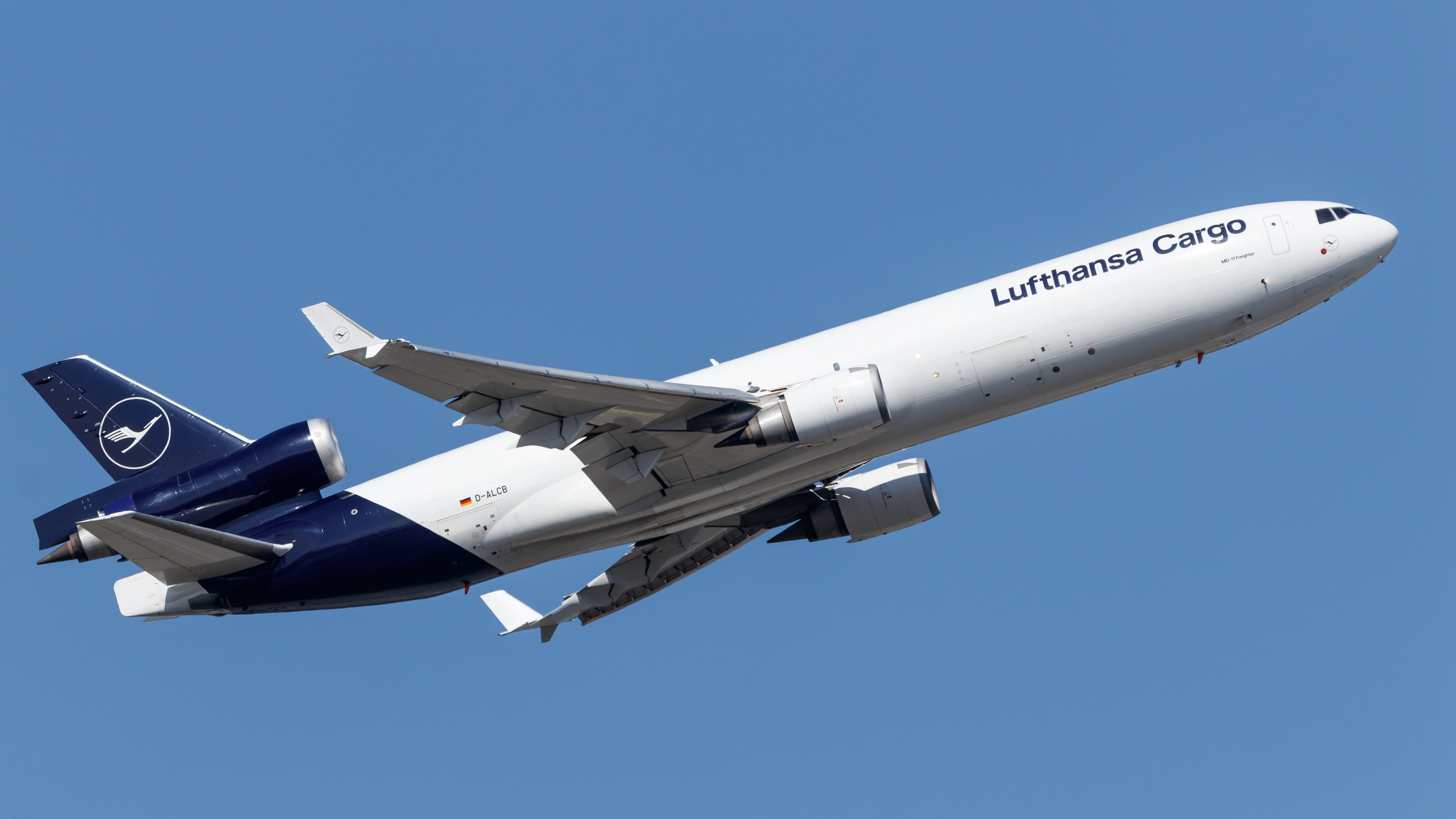
McDonnell Douglas MD-11F (2019)

W 2002 linie weszły w kooperację z niemieckim DHL Express, co poskutkowało utworzeniem we wrześniu 2007 wspólnych linii lotniczych AeroLogic, z bazą w Schkeuditz. Oficjalnie swoją działalność rozpoczęły 19 czerwca 2009, mając w posiadaniu cztery Boeingi 777-200LRF.
W maju 2011 Lufthansa Cargo otworzyła kolejny hub na międzynarodowym lotnisku Rajiv Gandhi w Hyderabad w Indiach, aby transportować towary wrażliwe na temperaturę, zwłaszcza farmaceutyki, między Azją Południowo-Wschodnią a Europą (i dalej do Stanów Zjednoczonych).
W 2019 heyworld GmbH została założona jako spółka zależna należąca w całości do Lufthansa Cargo, koncentrująca się na logistyce eCommerce. Firma i inna spółka zależna Lufthansy miały korzystać z operacji Airbus A321F.
We wrześniu 2020 Lufthansa Cargo potwierdziła, że wycofuje swoje pozostałe samoloty McDonnell Douglas MD-11F w 2021 pomimo rosnącego popytu na przewozy towarowe w następstwie pandemii COVID-19. Ostatni lot MD-11F odbył się 17 października 2021.

## Flota
Według stanu na styczeń 2025 flota AeroLogic składała się z 16 samolotów dedykowanych do transportu cargo, o średnim wieku 9,8 lat:
| Samolot         | Samolot | Samolot   | Uwagi                                |
| Model           | Aktywne | Zamówione | Uwagi                                |
| --------------- | ------- | --------- | ------------------------------------ |
| Airbus A321-200 | 4       | 1         |                                      |
| Boeing 777F     | 12      | 1         |                                      |
| Boeing 777-8F   | -       | 7         | Dostawa planowana w latach 2027-2030 |
| Łącznie         | 16      | 9         |                                      |

## Wypadki i incydenty
- 13 września 2009 McDonnell Douglas MD-11 (D-ALCO) uległ wypadkowi podczas lądowania na lotnisku Benito Juarez w Meksyku. Z powodu silnego uderzenia w pas startowy samolot został lekko uszkodzony. Nikt nie został ranny[7].
- 27 lipca 2010 McDonnell Douglas MD-11 (D-ALCQ) lecący z Frankfurtu do Hongkongu, rozbił się o 11:38 lokalnego czasu, podczas planowego międzylądowania w porcie lotniczym Rijad w Arabii Saudyjskiej. Obydwaj piloci odnieśli ciężkie obrażenia[8].